# 염소산 나트륨
염소산 나트륨(sodium chlorate)은 화학식 NaClO3을 지닌 화합물이다.

## 이용

### 제초제
염소산 나트륨은 제초제로 쓰일 수 있으며, 다음을 포함한 다양한 식물에 쓸 수 있다:
- 나팔꽃
- 엉겅퀴
- Johnson grass
- 대나무
- 세네시오
- 망종화

염소산 나트륨은 다음을 위한 고엽제와 건조제에도 쓰인다.
- 솜
- 잇꽃(홍화)
- 옥수수
- 아마
- 고추
- 콩
- 수수새
- 쌀
- 해바라기

## 합성
- 3NaClO →[7] NaClO3 + 2NaCl
- 위 반응은 섭씨 60도 의 온도에서만 일어난다.

## 같이 보기
- 염화 나트륨

## 참고 문헌
- "Chlorate de potassium. Chlorate de sodium", Fiche toxicol. n° 217, Paris:Institut national de recherche et de sécurité, 2000. 4pp.